# Măneciu
Măneciu es una comuna ubicada en el distrito de Prahova, Rumania.

## Superficie
Posee una superficie de 236,4 kilómetros cuadrados.

## Demografía
Hasta 2021 la población era de 9642 habitantes, con una densidad de población de 40,78 habitantes por kilómetro cuadrado.